# Deanna Raybourn
Deanna Raybourn, née le 17 juin 1968 à Fort Worth, au Texas, est une romancière américaine.

## Biographie
Elle naît en 1968 à Fort Worth au Texas. Elle étudie l'anglais et l'histoire à l'université du Texas à San Antonio.
Elle publie en 2007 son premier roman, The Silent Grave, qui suit les enquêtes de l'aristocrate Lady Julia Grey et du détective privé Nicholas Brisbane dans le Londres de l'époque victorienne. Ce livre est nommé au prix Agatha du meilleur premier roman en 2007 et lauréat en 2008 du prix RITA du meilleur roman avec de forts éléments romantiques qui est décerné par la Romance Writers of America. Ce titre est ensuite traduit en France par Milady dans sa collection Pemberley en 2014 sous le titre Le Silence de Grey House.

## Œuvre

### SérieLady Julia Grey
- Silent in the Grave, 2007 Publié en français sous le titre Le Silence de Grey House, traduction de Lise Capitan, Paris, Milady, coll. « Pemberley », 2014
- Silent in the Sanctuary, 2008
- Silent on the Moor, 2009
- Dark Road to Darjeeling, 2010
- The Dark Enquiry, 2011
- Silent Night, 2012
- Midsummer Night, 2013
- Twelfth Night, 2014
- Bonfire Night, 2014
- A Mysterious Season, 2020

### SérieVeronica Speedwell
- A Curious Beginning, 2015 Publié en français sous le titre Un étrange prélude, traduction de Mathilde Roger, Paris, Hauteville, 2022
- A Perilous Undertaking, 2017
- A Treacherous Curse (2018)
- A Dangerous Collaboration (2019)
- A Murderous Relation (2020)
- An Unexpected Peril (2021)
- An Impossible Imposter (2022)
- A Sinister Revenge (2023)

### Autres romans
- The Dead Travel Fast, 2010
- Far in the Wilds, 2013
- A Spear of Summer Grass, 2013
- Whisper of Jasmine, 2014
- City of Jasmine, 2014
- Night of a Thousand Stars, 2014
- Killers of a Certain Age, 2022 Publié en français sous le titre Le Clan de mamies flingueuses, Paris, Milady, coll. « Pemberley », 2023

## Prix et distinctions notables

### Prix
- Prix RITA 2008 du meilleur roman avec de forts éléments romantiques pour Le Silence de Grey House (Silent in the Grave).
- Prix Barry 2023 du meilleur thriller pour Killers of a Certain Age[1].

### Nominations
- Prix Agatha 2007 du meilleur premier roman pour Le Silence de Grey House (Silent in the Grave)[2].
- Prix Edgar-Allan-Poe 2019 du meilleur roman pour A Treacherous Curse[3].
- Prix Macavity 2023 du meilleur roman pour Killers of a Certain Age[4]
- Prix Macavity 2025 du meilleur roman policier historique pour A Grave Robbery[4]